# John Guillermin
John Guillermin (Londra, 11 novembre 1925 – Topanga, 27 settembre 2015) è stato un regista inglese, diresse sia commedie leggere, film epici e noir, con temperamento perfezionista e intenso, noto per le sfuriate al cast che ai collaboratori. Il suo modo di fare dominante spesso allontanò produttori e attori. La fama di grande regista la ebbe per le sue scene con riprese spettacolari.

## Biografia
Yvon Jean Guillermin nacque a Londra nel 1925 da genitori francesi, Joseph e Geneviève. Joseph Guillermin lavorò nell'industria dei profumi.
Yvon Jean Guillermin crebbe a Purley (Surrey) dove frequentò la St. Anne's School for Boys. Studiò poi al St. John's Secondary School For Boys, e poi per tre anni alla City of London School.
Entrò nella Royal Air Force nel 1942 a 17 anni, mentendo sull'età. Studiò per sei mesi alla University of Cambridge; a 18 anni divenne cittadino britannico. Studiò volo al Falcon Field a Mesa (Arizona).
Volle diventare regista una volta visto il film L'isola del tesoro (film 1934) al cinema da bambino. Una volta lasciata la Royal Air Force a 22 anni, iniziò la sua carriera in Francia nel 1947 come regista di documentari. Fra le sue pellicole più importanti I Was Monty's Double (1958), Tarzan's Greatest Adventure (1959), I gangsters di Piccadilly (1960), Tarzan Goes to India (1962), Il generale non si arrende (1962), La caduta delle aquile (1966), Il ponte di Remagen (1969), L'inferno di cristallo (1974) celebre film catastrofico, King Kong (1976), remake dell'omonimo film del 1933, Assassinio sul Nilo (1978), Sheena, regina della giungla (1984) e King Kong Lives (1986).

## Vita privata
Il 20 luglio 1956, Guillermin sposò l'attrice Maureen Connell. Ebbero due figli, Michelle e Michael-John, quest'ultimo morì in un incidente automobilistico nel 1984 a Truckee in California. Vissero a Los Angeles dal 1968. La seconda moglie fu Mary Guillermin.
Guillermin muore a 89 anni nel 2015 a Topanga, California, per un attacco di cuore.
Guillermin attribuì il suo temperamento burbero a un disturbo depressivo.

## Filmografia

### Regista

#### Cinema
- High Jinks in Society, co-regia di Robert Jordan Hill (1949)
- Torment (1950)
- Smart Alec (1951)
- Two on the Tiles (1951)
- Four Days (1951)
- Song of Paris (1952)
- Miss Robin Hood (1952)
- Strange Stories, co-regia di Don Chaffey (1953) - (episodio: The Strange Mr. Bartleby)
- Operation Diplomat (1953)
- The Crowded Day (1954)
- Adventure in the Hopfields (1954)
- Il porto del vizio (Thunderstorm) (1956)
- Città sotto inchiesta (Town on Trial) (1957)
- Tutta la verità (The Whole Truth) (1958)
- La battaglia segreta di Montgomery (I Was Monty's Double) (1958)
- Il terrore corre sul fiume (Tarzan's Greatest Adventure) (1959)
- Furto alla banca d'Inghilterra (The Day They Robbed the Bank of England) (1960)
- I gangsters di Piccadilly (Never Let Go) (1960)
- Il generale non si arrende (Waltz of the Toreadors) (1962)
- Tarzan in India (Tarzan Goes to India) (1962)
- Cannoni a Batasi (Guns at Batasi) (1964)
- Rapimento (Rapture) (1965)
- La caduta delle aquile (The Blue Max) (1966)
- Facce per l'inferno (P.J.) (1968)
- Il castello di carte (House of Cards) (1968)
- Il ponte di Remagen (The Bridge at Remagen) (1969)
- El Condor (1970)
- Il pirata dell'aria (Skyjacked) (1972)
- Shaft e i mercanti di schiavi (Shaft in Africa) (1973)
- L'inferno di cristallo (The Towering Inferno) (1974)
- King Kong (1976)
- Assassinio sul Nilo (Death on the Nile) (1978)
- Mr. Patman (1980)
- Sheena, regina della giungla (Sheena) (1984)
- King Kong 2 (King Kong Lives) (1986)

### Televisione
- Your Favorite Story – serie TV, 4 episodi (1953)
- The Adventures of Aggie – serie TV, 15 episodi (1956-1957)
- Sailor of Fortune – serie TV, 13 episodi (1957-1958)
- Death on the Nile: Making of Featurette – film TV (1978)
- Ricercato vivo o morto (The Tracker) (1988)